# 島直良
島 直良（しま なおよし、1989年7月29日 - ）は、トップチャレンジリーグの近鉄ライナーズに所属するラグビー選手。

## プロフィール
- 奈良県出身[1]。
- ポジションはウィング(WTB)、フルバック(FB)。
- 身長 180cm、体重 84kg
- ニックネームはカリカリ、長谷川穂積。

## 来歴
小学校の時は陸上をやっていた。
2008年、天理高校卒業後、近畿大学に入学。
2012年、近畿大学卒業後、近鉄ライナーズに加入。
2013年9月7日に行われたジャパンラグビートップリーグ1stステージ第2節のクボタスピアーズ戦に先発出場で公式戦初出場を果たす。